# Stephen Wolfram
Stephen Wolfram (nacido el 29 de agosto de 1959) es un científico británico conocido por su trabajo en las ciencias de la computación, matemáticas y en física teórica. Es el autor del libro A New Kind of Science. En 2012 se convirtió en miembro de la American Mathematical Society.

## Vida personal
Nació en Londres en 1959. El padre de Stephen Wolfram, Hugo Wolfram (1925- en Bochum, Alemania) era un fabricante textil y novelista (Into a Neutral Country) y su madre Sybil profesora de Filosofía en la Universidad de Oxford. Tiene un hermano menor, Conrad. Wolfram está casado con una matemática y tiene cuatro hijos.
A menudo descrito como un niño prodigio, Wolfram estudió en el colegio Eton con una beca que ganó después de publicar su primer artículo de física de partículas, a la temprana edad de 16 años e ingresó en la Universidad de Oxford (St John's College) a la edad de 17 años. Cumplidos los 18 años publicó un artículo sobre la producción de quarks pesados que luego fue ampliamente citado. Recibió su Doctorado en física de partículas del Instituto Tecnológico de California Caltech a los 20 años para luego unirse al cuerpo académico de la misma. Su trabajo de entonces, realizado junto con Geoffrey Fox, en cromodinámica cuántica es aún utilizado en experimentos de física de partículas.
A los 21 años Wolfram ganó el premio MacArthur "Genius", que es una de las becas más codiciadas de los Estados Unidos. Enseñó en varias universidades - incluyendo el Instituto para Estudios Avanzados en Princeton (Nueva Jersey) donde, entre otros trabajaron John von Neumann y  Albert Einstein - y luego se dedicó a sus propios proyectos.

## Vida profesional
Durante su estancia en Caltech en el departamento de física de 1979 a 1981, desarrolló un sistema computacional de álgebra SMP (Symbolic Manipulation Program) que fue esencialmente la versión cero de Mathematica. Sin embargo, las reglas de patentes de la escuela le negaron la propiedad de su invención. En 1983 regresó al Institute For Advanced Studies de Princeton, donde estudió el comportamiento de autómatas celulares, principalmente mediante simulaciones por computadora. Sin embargo, Caltech demandó los derechos del programa lo que suscitó una disputa de propiedad intelectual sobre SMP que finalmente causaron la separación de Wolfram de Caltech. SMP fue después desarrollado y comercializado por Inference Corp., una compañía de Los Ángeles de 1983 a 1988.
Alrededor de 1985 Stephen Wolfram empezó a estudiar los autómatas celulares, definiendo para una retícula unidimensional de una vecindad 3 celdas y dos estados posibles (0 o 1), lo que permite generar 2^8 = 256 configuraciones distintas, cada una de las cuales se conoce como una “regla” o “juego”. Wolfram publicó algunos escritos sobre una clase de autómatas que el llamaba autómatas celulares elementales y sobre su comportamiento y las reglas que los definían. Para el 2002, Wolfram publicó su libro A New Kind of Science en el cual explica ampliamente sobre ellos, su trabajo y su importancia en todas las ramas de la ciencia. Las reglas de Wolfram son numéricas y están representadas por un número decimal entre 0 y 255. El número representa la regla en el sistema binario y se convierte en una tabla de transición que especifica qué valor tomará cada celda en función de los valores de sus vecinas.

## Intereses personales y actividades
Wolfram posee un extenso registro de analítica personal, el cual incluye emails recibidos y enviados, teclas pulsadas, reuniones y eventos en los cuales participó, grabaciones de llamadas telefónicas, e incluso sus movimientos físicos remontandose a la década de 1980. En la introducción de A New Kind of Science, comentó que ha registrado más de cien millones de teclas pulsadas y más de cien millas con el ratón. Además ha declarado que "[la analítica personal] puede brindarnos una dimensión totalmente nueva para experimentar nuestras vidas."
Stephen Wolfram participó como consultor científico para la película Arrival (2016). Tanto él como su hijo Christopher Wolfram escribieron parte del código que aparece en pantalla, por ejemplo en gráficos que muestran análisis de logogramas alienígenas, para los cuales utilizaron Wolfram Language. 

## Investigación Posterior
Según Google Scholar, Stephen Wolfram tiene más de 53.200 citas (en julio de 2017). Tiene un índice h de 58 y un número de Erdős de 2.

### Sistemas complejos y autómatas celulares
En 1983, Wolfram se marchó a la Escuela de Ciencias Naturales del Instituto de Estudios Avanzados de Princeton. Para entonces, ya no estaba interesado en la física de partículas. En su lugar, comenzó a investigar los autómatas celulares, principalmente con simulaciones por computadora. Elaboró una serie de artículos en los que investigaba sistemáticamente la clase de autómatas celulares elementales, concibiendo el código Wolfram, un sistema de nomenclatura para autómatas celulares unidimensionales y un esquema de clasificación de la complejidad de su comportamiento. Conjeturó que el autómata celular de la Regla 110 podría ser completo de Turing, lo que más tarde se demostró correcto. El trabajo de Wolfram sobre autómatas celulares llegó a ser citado en más de 10.000 artículos.
A mediados de la década de 1980, Wolfram trabajó en simulaciones de procesos físicos (como el flujo de fluidos turbulentos) con autómatas celulares en la Connection Machine junto a Richard Feynman y ayudó a iniciar el campo de los sistemas complejos. En 1984, participó en los Talleres Fundadores del Instituto Santa Fe, junto con los premios Nobel Murray Gell-Mann, Manfred Eigen y Philip Warren Anderson, y el futuro galardonado Frank Wilczek. En 1986, fundó el Centro de Investigación de Sistemas Complejos (CCSR) en la Universidad de Illinois en Urbana-Champaign. En 1987, fundó la revista Complex Systems.

## SoftwareMathematica
En 1986 Wolfram deja el Instituto de Estudios Avanzados de Princeton para trasladarse a la Universidad de Illinois en Urbana-Champaign donde fundó el Centro de Investigación de Sistemas Complejos y comienza el desarrollo del software que hoy es Mathematica, un sistema de computación simbólica. En 1988, Wolfram deja el mundo académico para dedicarse completamente a su recién fundada compañía Wolfram Research de la que es socio mayoritario hasta el día de hoy. Wolfram Research lanza al mercado la primera versión de Mathematica en 1988. Wolfram Research también financia el trabajo de Eric Weisstein y la que era su enciclopedia matemática MathWorld que ahora es parte de Wolfram Research. El programa Mathematica actualmente tiene más de 2 millones de usuarios (principalmente ingenieros y científicos de alto nivel). El software es una herramienta poderosa de cómputo que prácticamente permite realizar cualquier tipo de cálculo simbólico o numérico y generar gráficas.

## Un nuevo tipo de ciencia
De 1992 al 2002, Wolfram trabajó en su controvertido libro A New Kind of Science (NKS) (Un nuevo tipo de ciencia), que introduce el estudio experimental de diversos sistemas simples de cálculo, los cuales pueden ser utilizados para modelar y entender cualquier fenómeno natural. Su motivación principal consiste en proponer una nueva metodología científica basada en experimentos de ordenador.
La novedad de su propuesta está en atreverse a decir que el universo es demasiado complejo como para ser modelado mediante matemáticas; pero que sí puede serlo mediante pequeños y simples programas informáticos, ya que estos sencillos programas son capaces de generar una enorme complejidad.
Desde la publicación del libro NKS en el 2002, Wolfram ha dividido su tiempo entre el desarrollo de nuevas versiones de Mathematica y la difusión de NKS por medio de conferencias y escuelas de verano.

### Críticas
Sobre su libro NKS, algunos críticos han declarado la falta de referencias y el uso de notas a pie de página inapropiadas; así como el lenguaje coloquial utilizado. Algunos señalan que no se trata de un nuevo tipo de ciencia ya que se han estudiado autómatas celulares en el contexto de la teoría de la complejidad durante muchos años, teoría en la que el mismo Wolfram había ya contribuido substancialmente. 
Sin embargo, el autor afirma que su argumento no se trata de autómatas celulares ni de la visión tradicional de los sistemas complejos, sino de una metodología para estudiar sistemas de manera exhaustiva con miras a entender, modelar y estudiar fenómenos tanto abstractos como físicos basada en experimentos computacionales, ya sea con la ayuda de autómatas celulares u otros sistemas de computación como la máquina de Turing. Wolfram ha colocado gratuitamente una versión de su libro A New Kind of Science para su lectura en línea.

### Descubrimiento de la máquina universal de Turing más pequeña
En su libro NKS, Stephen Wolfram construye una máquina de Turing de 2 estados y 5 colores basada en el autómata celular universal con regla 110. 
Debido a que se sabía que no puede existir una máquina universal de Turing de 2 estados y 2 colores, Wolfram conjeturó que la máquina de Turing universal más pequeña probablemente tendría 2 estados y 3 colores. Wolfram hizo entonces una investigación exhaustiva de las 2.985.984 máquinas de Turing posibles con 2 estados y 3 colores y encontró algunos candidatos. 
En 2005 se anuncia entonces un premio de 25.000 dólares estadounidenses a la persona que ofrezca un test ya sea para probar la universalidad o no de la máquina de Turing que Wolfram conjeturó en su libro 3 años atrás. Alex Smith, un estudiante de 20 años de edad de la universidad de Birmingham, Reino Unido, resultó ganador ofreciendo un test que confirmaba la universalidad de la máquina en cuestión.

## Buscador Wolfram Alpha
Desde el año 2002 Wolfram trabaja en un proyecto de buscador de Internet llamado Wolfram|Alpha. Se trata de un motor de búsqueda de conocimiento computacional capaz de responder directamente a las preguntas que hace el usuario, en vez de remitir a enlaces.

## Lenguaje de programaciónWolfram
En junio del 2014, Wolfram anunció oficialmente Wolfram Language como el nuevo lenguaje general de programación multi-paradigma. La documentación para el lenguaje fue prelanzado en octubre de 2013 para coincidir con la alianza de Mathematica y lenguaje Wolfram en cada equipo Raspberry Pi. 
Mientras que Wolfram Language ha existido por más de 25 años como el principal lenguaje de programación utilizado en Mathematica, no fue oficialmente nombrado tal hasta el año 2014. El hijo de Wolfram, Christopher Wolfram, apareció en el programa de SXSW dando una demostración de código en vivo utilizando lenguaje Wolfram y ha publicado en su blog acerca de lenguaje Wolfram para Wolfram Research.
El 8 de diciembre de 2015, Wolfram publicó el libro An Elementary Introduction to the Wolfram Language (Introducción elemental a Wolfram Language) para introducir a Wolfram Language y al tipo de pensamiento computacional que éste permite, a quienes no tienen experiencia en programación.

## Proyecto de Física Wolfram
En abril de 2020, Wolfram anunció el Proyecto de Física Wolfram (Wolfram Physics Project) como un esfuerzo para reducir y explicar todas las leyes de la física dentro de un paradigma de un hipergrafo transformado por reglas de reescritura mínimas que obedecen a la propiedad Church-Rosser. Este esfuerzo es una continuación de las ideas descritas originalmente en Un nuevo tipo de ciencia.
El principio fundamental es la exploración de la emergente complejidad de los sistemas de reescritura abstracta (denominado "sistema de sustitución" en Wolfram MathWorld); los sistemas explorados se encuentran principalmente en extremos minimalistas. La mayoría de los ejemplos provienen de un sistema de reescritura en grafos ordenados; algunos conceptos son demostrados por medio de ejemplos relacionados con sistemas de reescritura de cadenas de caracteres. Muchos de los fenómenos computacionales obtenidos en estos sistemas hacen analogía a las investigaciones previas de Wolfram sobre autómatas celulares. Este nuevo sistema de grafos ordenados se presta a la interpretación geométrica en una manera diferente a los autómatas celulares, y principalmente son estas interpretaciones geométricas las que proporcionan un punto de entrada a la analogía con las leyes físicas.